# Liste des évêques de Murang'a
Cet article est une liste des évêques de Murang'a.
Le diocèse de Murang'a (Dioecesis Murangaensis) est un diocèse du Kenya, créé le 17 mars 1983, par détachement de celui de Nyeri.

## Sont évêques
- 17 mars 1983-21 avril 1997 : Peter Ier Kairo (Peter J. Kairo)
- 21 avril 1997-3 juin 1999 : siège vacant
- 3 juin 1999-25 novembre 2006 : Peter II Kihara Kariuki
- 25 novembre 2006-4 avril 2009 : siège vacant
- depuis le 4 avril 2009 : James Wainaina Kungu (James Maria Wainaina Kungu)

## Sources
- L'Annuaire pontifical, sur le site http://www.catholic-hierarchy.org, à la page (en) « Diocese of Muranga »